# Теляки (Білорусь)
Теляки (біл. вёска Теляки) — село в складі Мядельського району Мінської області, Білорусь. Село підпорядковане Нарачанській сільській раді, розташоване в північній частині області.